# Krohstorf
Krohstorf ist ein Ortsteil der Gemeinde Johanniskirchen im niederbayerischen Landkreis Rottal-Inn. Der Ort liegt nordöstlich des Kernortes Johanniskirchen am Sulzbach und an der St 2108.

## Sehenswürdigkeiten
In der Liste der Baudenkmäler in Johanniskirchen sind für Krohstorf drei Baudenkmale aufgeführt:
- Das gegen 1900 errichtete Wohnhaus Krohstorf 1 ist ein zweigeschossiger Massivbau mit Mezzanin, flachem Walmdach und Putzverzierungen,
- Das vom Ende des 18. Jahrhunderts stammende Kleinbauernhaus (Krohstorf 9) ist ein Blockbau mit weit überstehendem flachem Satteldach und zwei Giebelschroten.
- Der Stadel Krohstorf 10 mit Blockbau-Oberteil wurde nach 1825 errichtet. Der Traidkasten mit Blockbau-Oberteil stammt wohl vom Ende des 18. Jahrhunderts. Beide gehören zu einem ehemaligen Vierseithof.